# Đảo Hồng Kông

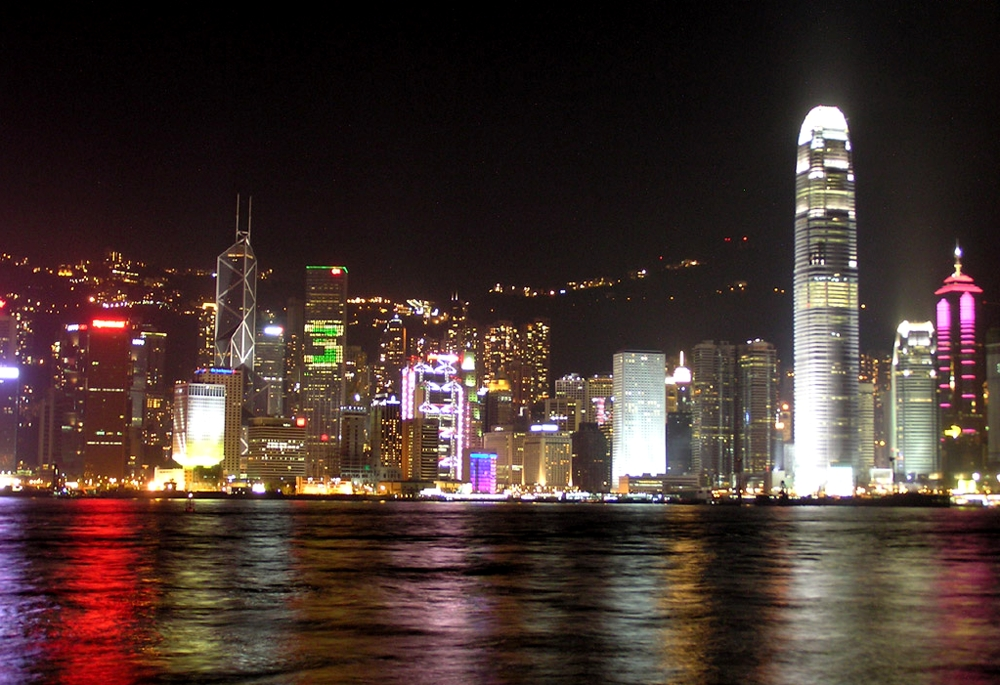
Bờ biển phía bắc của Đảo Hồng Kông nhìn từ Bán đảo Cửu Long

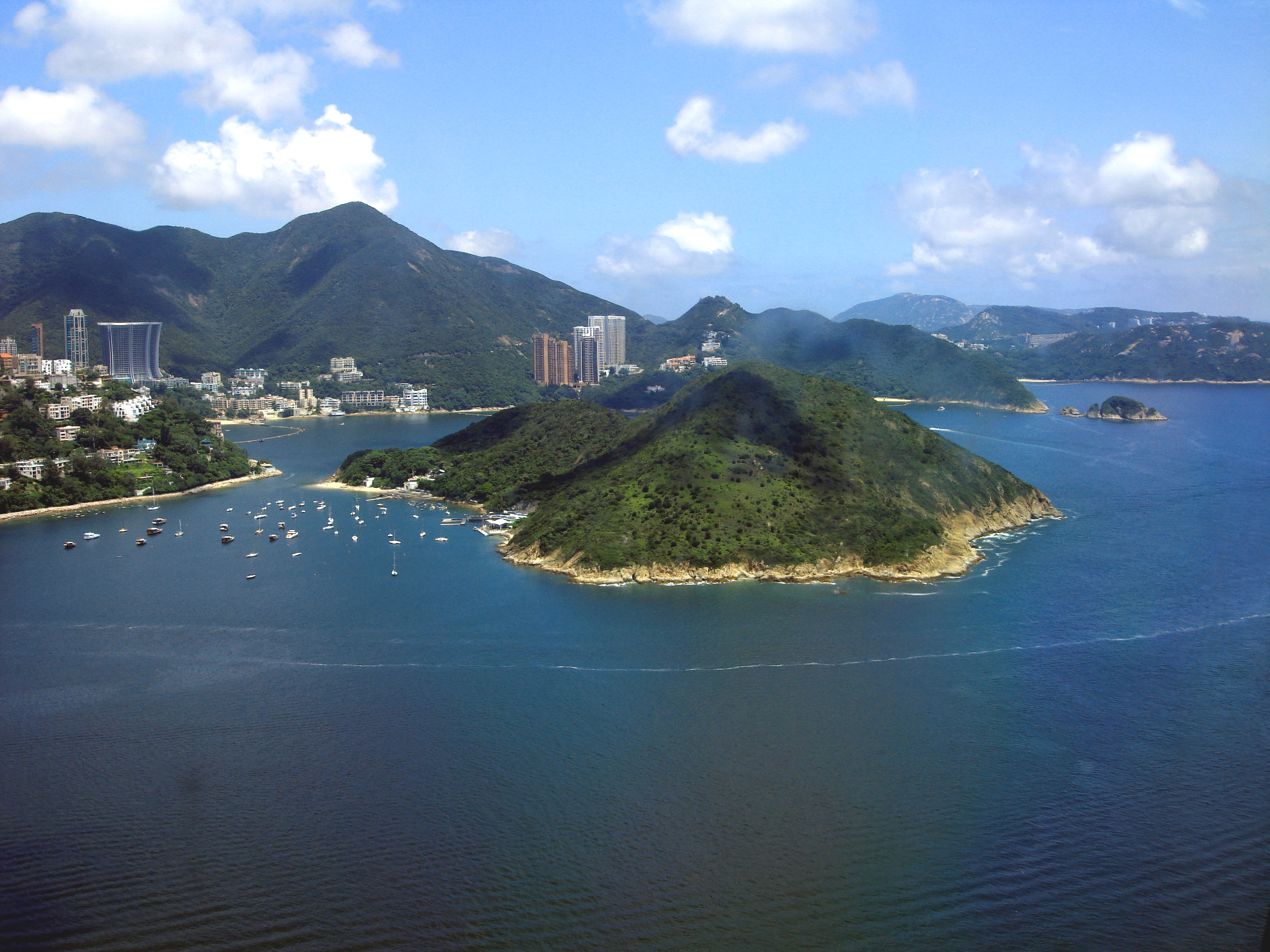
Bờ biển phía nam đảo Hồng Kông

Đảo Hồng Kông (Phồn thể: 香港島, Giản thể: 香港岛, Hán Việt: Hương Cảng đảo) là một hòn đảo nằm ở phía nam của Đặc khu hành chính Hồng Kông, Trung Quốc. Tổng dân số của đảo là 1.289.500 người với mật độ lên tới 16.390 người/km² theo thống kê năm 2008. Trong Chiến tranh nha phiến lần thứ nhất năm 1842, hòn đảo bị Anh Quốc chiếm đóng và khi đó chỉ có khoảng 3000 cư dân sống rải rác trong nhiều ngôi làng trên toàn đảo. Thành phố Victoria được quân Anh xây dựng trên đảo để tỏ lòng kính trọng với Nữ hoàng Victoria. Sau 2 cuộc Chiến tranh Nha phiến thì hòn đảo này bị nhượng lại vĩnh viễn cho Vương quốc Anh. Khu vực trung tâm đảo là trung tâm lịch sử, chính trị và kinh tế của Hồng Kông. Bờ biển phía bắc của đảo tạo thành bờ nam của Cảng Victoria, một cảng nước sâu đã góp phần lớn đến sự phát triển của Hồng Kông.
Đảo Hồng Kông là nơi có nhiều biểu tượng nổi tiếng nhất của toàn Đặc khu, như Công viên Hải dương, các di tích lịch sử và nhiều trung tâm mua sắm lớn. Các dãy núi kéo dài trên đảo cũng khá thích hợp cho việc đi bộ dã ngoại. Phần phía bắc của Hồng Kông cùng với Bán đảo Cửu Long (Kowlong) tạo nên khu vực đô thị hạt nhân của Hồng Kông, với diện tích khoảng 88,3 km² (34,5 mi²) và dân số xấp xỉ 3.156.500 người, với mật độ là 35.700 người /km² (91.500 người/mi²)

## Địa lý
Về mặt địa lý, đảo Hồng Kông là một phần của Quần đảo Vạn Sơn (Wanshan) và là đảo lớn thứ hai trong đặc khu sau Đại Tự Sơn (tên cũ là đảo Lạn Đầu (Lantau)). Diện tích của đảo là 80,5 km², bao gồm cả 6,98 km² lấn biển từ năm 1887 và một số diện tích nhỏ được cải tạo từ năm 1851. Đất lấn biển chiếm 7% diện tích đảo hiện nay. Đảo tách biệt với lục địa (Bán đảo Cửu Long và Tân Giới) qua Cảng Victoria

## Hành chính
Đảo gồm 4/18 quận của toàn Hồng Kông:
- Quận Trung Tây (中西區)
- Quận Đông (東區)
- Quận Nam (南區) (bao gồm các đảo Ap Lei Chau và Ap Lei Pai)
- Loan Tể (Wan Chai)